# Boros Zsuzsanna
Boros Zsuzsanna (Budapest, 1946. június 14. – 2014. január 30.) magyar egyetemi docens, történész.

## Életpályája
Boros Zsuzsanna az Eötvös Loránd Tudományegyetem Bölcsészettudományi Karán történelem-francia szakon végzett. Az egyetem után a Magyar Tudományos Akadémia Történettudományi Intézetében helyezkedett el, a két világháború közti magyar pártok történetét kutatta. Első könyve a második világháború alatti francia Vichy-rendszert vizsgálta (Boros Zsuzsanna: Vichy-Franciaország (1940–1942)). Évekig részt vett a Történelmi Szemle szerkesztésében. 1977-től az Eötvös Loránd Tudományegyetem Állam- és Jogtudományi Karának Politikatudományi Intézetében tanított, valamint oktatott a Budapesti Kommunikációs és Üzleti Főiskolán is.
Kandidátusi címet történettudományból szerzett, politikatudományból habilitált.
Kutatási területein (politikai rendszerek Magyarországon és Franciaországban) a történettudományi és a politikatudományi diszciplína ma még kevéssé művelt együttes alkalmazására törekedett.
Boros Zsuzsanna kutatómunkát folytatott Franciaországban: Párizsban az École des Hautes Etudes en Sciences Sociales-on, az Institut d’Etudes Politiques-en, valamint Aix-en-Provence-ban az Universite Aix-Marseille-en. Munkája elismeréséül Széchenyi professzori ösztöndíjat és Széchenyi István ösztöndíjat nyert el.

## Családja
Boros Zsuzsanna házasként, egy fiú édesanyjaként hunyt el.

## Könyvei, publikációi
- Vichy-Franciaország (1940–1942). A Francia Állam születése és a „nemzeti forradalom” első időszaka. Budapest, Akadémiai Kiadó, 1994. 180.
- Boros Zsuzsanna - Szabó Dániel: A modern politikai pártok..., Történelmi Szemle, 1975
- „Dekadencia” és reformtörekvések a két világháború között Franciaországban. Az ELTE Állam- és Jogtudományi Karának Aktái. 1991-92. 103-119.
- Boros Zsuzsanna (1993). „A csehszlovák konfliktus és az FKP.” 9-10. szám, Kiadó: História folyóirat. [2012. december 10-i dátummal az eredetiből archiválva].
- A Francia Kommunista Párt és a Kreml 1968-ban. História. 1993/10.
- A III. Köztársaság összeomlásának előzményei. Az 1940-es francia-német fegyverszünet. Századok. 1990. 462-487.
- A riomi per. Az ELTE Állam- és Jogtudományi Karának Aktái. 1991/92. 185-196.
- Egy konzervatív francia reformpolitikus: André Tardieu. Schlett István ünnepi kötet. 1999. 75-83.
- Nemzeti forradalom – pétainizmus. Történelmi Szemle. 1990/3-4. 197-221.
- Pétain két pere. Politikai perek és rendszerváltozások Franciaországban. Rubicon. 1995/6-7. 36-39.
- Vichy kérdőjelei. Kollaboráció és nemzeti forradalom. Rubicon. 2000/1-2. 68-72.
- Boros Zsuzsanna – Szabó Dániel: Parlamentarizmus Magyarországon. 1867–1944. Budapest, Korona Kiadó, 1999. 354.
- Boros Zsuzsanna /szerk/: Parlament, pártok, választások a Horthy kori Magyarországon I. Publicisztika Rejtjel Kiadó 2002
- Parlamenti viták a Horthy kori Magyarországon I-II. /bevezető tanulmányok, válogatás, szerkesztés/ Rejtjel Kiadó 2006
- Boros Zsuzsanna – Szabó Dániel: Parlamentarizmus Magyarországon. 1867–1944.Eötvös Kiadó 2008
- A francia szélsőjobb a két világháború között, Rubicon, 2010
- Rendszerváltozások Franciaországban. L'Harmattan Kiadó, 2011, 253 old.